# Francis Ellingwood Abbot
Francis Ellingwood Abbot (Boston, 6. studenog 1863. – 23. listopada 1903.), američki teolog i filozof. 
Zagovaratelj tkz. slobodne religije, dakle religije oslobođene dogmi i kultova. Potkrepljuje vlastiti svjetonazor vjerom u razum, na što se, po prirodi stvari, nadovezuje njegovo promišljanje saznanja kao korelacije između autonomnog ljudskog uma i materijalne stvarnosti. 
Počinio je samoubojstvo.

## Djela
1. "Religija i znanost" (Religion and Science) (1874.),
2. "Znanstveni teizam" (1885.),
3. "The Way out of Agnosticism" (1890.),
4. "The Syllogistic Philosophy" (1906.).